# ピエルルイジ・ゴッリーニ
ピエルルイジ・ゴッリーニ（Pierluigi Gollini, 1995年3月18日 - ）は、イタリア・ボローニャ出身のサッカー選手。ASローマ所属。元イタリア代表。ポジションはGK。

## 経歴

### クラブ
SPALのユースで頭角を現し、2010年にフィレンティーナのユースに移籍。しかしその1年後の2011年にイングランド・プレミアリーグのマンチェスター・ユナイテッドのユースへの移籍を決意し、フィオレンティーナ側からは大きな反感を買った。マンチェスター・ユナイテッドで3年間を過ごしたが、トップチームデビューすることなく契約満了を迎えた。
2014年にイタリア・セリエAのエラス・ヴェローナへ自由移籍で加入。2014年9月24日に行われたジェノア戦で初出場を果たした。
2016年7月8日、チャンピオンシップのアストン・ヴィラFCへ4年契約で移籍。8月7日のシェフィールド・ウェンズデイ戦でイングランドデビューを果たした。2017年1月13日、アタランタBCへ買取オプション付きの2年契約でレンタル移籍。2018年6月9日、アタランタBCが買取オプションを行使したことが発表された。
2021年7月24日、トッテナム・ホットスパーFCへ買取オプション付きの1年契約でレンタル移籍。将来的なウーゴ・ロリスの後釜として加入するも、絶対的守護神として活躍するロリスの壁は高く、カップ戦では合計10試合に出場したが、自身のリーグ戦出場は無くシーズン終了後に退団した。
2022年7月9日、アカデミー時代に所属していたACFフィオレンティーナへ1年間のレンタル移籍で加入した。
2023年1月25日、SSCナポリにシーズン終了までのレンタルで移籍した。控えゴールキーパーの立場ながらリーグ戦4試合に出場し、クラブのリーグ優勝に貢献した。買取オプションの行使は見送られたものの、7月16日にナポリに再びレンタル移籍した。2年目の23-24シーズンは、アレックス・メレトとポジションを争いながら10試合に出場した。
2024年7月30日、ジェノアCFCへ買取オプション付きの期限付き移籍することが発表された。
2025年1月24日、アタランタからASローマへ完全移籍することが発表された。

### 代表
2019年11月15日、UEFA EURO 2020予選のアウェイでのボスニア・ヘルツェゴビナ戦でイタリアが3-0で勝ち越している中、88分からジャンルイジ・ドンナルンマに代わって出場し、イタリアA代表デビューを果たした。

## 個人成績

### クラブ
| クラブ             | シーズン | リーグ             | リーグ戦 | リーグ戦 | カップ戦 | カップ戦 | リーグ杯 | リーグ杯 | 国際大会 | 国際大会 | その他 | その他 | 合計 | 合計 |
| クラブ             | シーズン | リーグ             | 出場     | 得点     | 出場     | 得点     | 出場     | 得点     | 出場     | 得点     | 出場   | 得点   | 出場 | 得点 |
| ------------------ | -------- | ------------------ | -------- | -------- | -------- | -------- | -------- | -------- | -------- | -------- | ------ | ------ | ---- | ---- |
| エラス・ヴェローナ | 2014-15  | セリエA            | 3        | 0        | 0        | 0        | -        | -        | -        | -        | 0      | 0      | 3    | 0    |
| エラス・ヴェローナ | 2015-16  | セリエA            | 26       | 0        | 1        | 0        | -        | -        | -        | -        | 0      | 0      | 27   | 0    |
| エラス・ヴェローナ | 通算     | 通算               | 29       | 0        | 1        | 0        | -        | -        | -        | -        | 0      | 0      | 30   | 0    |
| アストン・ヴィラ   | 2016-17  | チャンピオンシップ | 20       | 0        | 0        | 0        | -        | -        | -        | -        | 0      | 0      | 20   | 0    |
| アストン・ヴィラ   | 通算     | 通算               | 20       | 0        | 0        | 0        | -        | -        | -        | -        | 0      | 0      | 20   | 0    |
| アタランタ         | 2016-17  | セリエA            | 4        | 0        | 0        | 0        | -        | -        | -        | -        | 0      | 0      | 4    | 0    |
| アタランタ         | 2017-18  | セリエA            | 7        | 0        | 1        | 0        | -        | -        | 0        | 0        | 0      | 0      | 8    | 0    |
| アタランタ         | 2018-19  | セリエA            | 20       | 0        | 3        | 0        | -        | -        | 4        | 0        | 0      | 0      | 27   | 0    |
| アタランタ         | 2019-20  | セリエA            | 33       | 0        | 1        | 0        | -        | -        | 7        | 0        | 0      | 0      | 41   | 0    |
| アタランタ         | 2020-21  | セリエA            | 25       | 0        | 4        | 0        | -        | -        | 3        | 0        | 0      | 0      | 32   | 0    |
| アタランタ         | 通算     | 通算               | 89       | 0        | 9        | 0        | -        | -        | 14       | 0        | 0      | 0      | 112  | 0    |
| トッテナム         | 2021-22  | プレミアリーグ     | 0        | 0        | 1        | 0        | 3        | 0        | 6        | 0        | 0      | 0      | 10   | 0    |
| トッテナム         | 通算     | 通算               | 0        | 0        | 1        | 0        | 3        | 0        | 6        | 0        | 0      | 0      | 10   | 0    |
| 総通算             | 総通算   | 総通算             | 138      | 0        | 11       | 0        | 3        | 0        | 20       | 0        | 0      | 0      | 172  | 0    |

### 代表
| イタリア代表 | 国際Aマッチ | 国際Aマッチ |
| 年           | 出場        | 得点        |
| ------------ | ----------- | ----------- |
| 2019         | 1           | 0           |
| 通算         | 1           | 0           |

## タイトル
ナポリ
- セリエA：2022-23